# Олинтски рат
Олинтски рат назив је за поход Филипа II Македонског на Халкидики 349-348. године п. н. е. Рат је завршен Филиповом победом и освајањем главног града Олинта чиме је престао постојати Халкидички савез.

## Узроци
Халкидичка лига основана је 432. п. н. е. изласком Олинта из Атинског поморског савеза. У савез је ушла већина градова Халкидикија и неки градови са македонске територије (Пела). Доласком на власт, Филип Македонски је извршио реформу македонске војске којом је њена снага вишеструко појачана. Намеравао је проширити своју државу до Егејског мора. Због тога је рат са Халкидикијем био неминован.
На почетку Филипове владавине, односи између два града били су добри. Олинт је, знајући за Филипова настојања да освоји Халкидики, још 358. године п. н. е. ступио у савез са Атином. Желећи да избегне атинско-олинтски савез, Филип ступа у преговоре са Олинтом и повлачи вешт дипломатски потез подаривши Олинту Потидеју за коју је град био веома заинтересован. Међутим, зближавање односа спречило је избијање Трећег светог рата.

## Рат
Заоштравање атинско-македонских односа довело је до сукоба Филипа са Олинтом. У јеку Трећег светог рата, Филип га напада 348. године п. н. е. Атињани су Олинту послали помоћ од 17 бродова, 300 коњаника и 4000 хоплита. Међутим, у редовима су се појавила двојица издајника - команданти коњице Еутикрат и Ластен. Они у Филипове руке предаше 500 коњаника. Олинт је толико ослабио да није могао пружити значајнији отпор. Филип га осваја исте године. Град је порушен, а становништво побијено или поробљено. Халкидички савез престао је да постоји.